# 1291 Phryne
Phryne (asteróide 1291) é um asteróide da cintura principal com um diâmetro de 26,78 quilómetros, a 2,7462093 UA. Possui uma excentricidade de 0,0887796 e um período orbital de 1 911 dias (5,24 anos).
Phryne tem uma velocidade orbital média de 17,1568532 km/s e uma inclinação de 9,11776º.
Esse asteróide foi descoberto em 15 de Setembro de 1933 por Eugène Delporte.